# بروس كريغ
بروس كريغ هو لاعب هوكي الجليد كندي، ولد في 9 مايو 1953 في هاي ريفر ‏ في كندا، وتوفي في 24 مايو 2008.

## وصلات خارجية
- بروس كريغ على موقع دوري الهوكي الوطني (الإنجليزية)
- بروس كريغ على موقع EliteProspects.com (الإنجليزية)
- بروس كريغ على موقع HockeyDB.com (الإنجليزية)
- بروس كريغ على موقع Hockey-Reference.com (الإنجليزية)